# Elecciones presidenciales de Austria de 2004
Elecciones presidenciales se celebraron en Austria el 25 de abril de 2004. Mientras que el cargo de Presidente de Austria fue visto como netamente simbólico, las elecciones presidenciales fueron vistas como una prueba de la posición relativa de los principales partidos.
El candidato victorioso fue Heinz Fischer del opositor Partido Socialdemócrata de Austria (SPÖ). Derrotó a Benita Ferrero-Waldner, ministra de Relaciones Exteriores en la coalición conservadora gobernante liderada por el Partido Popular de Austria (ÖVP).

## Resultados
La concurrencia ligeramente por encima del 70% de los votantes registrados se considera bajo para los estándares austríacos.
En las elecciones parlamentarias de 2002 los partidos conservadores (ÖVP y el Partido de la Libertad de Austria, FPÖ) recibieron el 52 por ciento de los votos, frente al 46 por ciento para el SPÖ y los Verdes. En esta elección, sin embargo, muchos votantes conservadores se abstuvieron, y esto (junto con la alta popularidad personal de Fischer) fue la razón de la disminución del número de votos para Ferrero.

## Campaña
La campaña se inició en enero de 2004 con los anuncios de que Ferrero-Waldner y Fischer iban a competir. Varios otros candidatos también anunciaron su intención de potular, pero no fueron apoyados por un partido importante, y sus campañas pasaron prácticamente desapercibidas por los medios, y no pudieron conseguir las 6.000 firmas necesarias para apoyo a su candidatura.
Una excepción notable fue Franz Fiedler, director de la Oficina Nacional de Auditoría. A finales de febrero se anunció que estaba considerando una candidatura, y que contaba con el apoyo de importantes pero anónimos políticos. Si bien se sostuvo que no tenía ninguna posibilidad de conseguir una mayoría, su candidatura podría forzar una segunda vuelta entre Ferrero-Waldner y Fischer. Pero ya que sus partidarios financieros no estaban dispuestos a revelar sus nombres, él decidió no postularse.
Antes de la campaña, el ÖVP y el SPÖ acordaron un "Pacto de justicia", que consistía en que las elecciones serían supervisadas por una comisión de tres personas, encabezadas por Ludwig Adamovich, exjefe de la Corte Constitucional.
La primera denuncia ante el panel fue llevada por el SPÖ, que afirmó que el ÖVP había robado una de sus consignas. El panel decidió que esto no era justo de acuerdo con las normas de la comunidad, pero no específicamente prohibida por el Pacto de Justicia Ambos partidos elogiaron esta decisión como una victoria para su propio lado.
Más tarde, ambos partidos se quejaron de que el otro había repartido regalos de valor tangible (principalmente chocolates) en los mítines; el panel se negó a considerar estas afirmaciones.

## Plataformas
La campaña de Fischer alabó la experiencia de su candidato como presidente del Parlamento, su experiencia en derecho constitucional, y su probada habilidad para negociar compromisos. La campaña de Ferrero sugirió que, Fischer no siempre podría mostrar la neutralidad requerida de un Presidente Federal.
La campaña de Ferrero señaló a sus conexiones internacionales, sus habilidades de idioma (Inglés, francés, italiano, español), y su actuación como ministra de Relaciones Exteriores. La campaña de Fischer afirmó que ella había cometido muchos errores como ministra de Relaciones Exteriores, y expresó el temor de que un presidente conservador no sería un contrapeso adecuado para un gobierno conservador.
En el inicio de la campaña, las encuestas sugirieron una ventaja de un 15% para Fischer: durante la campaña Ferrero redujo el margen, pero las encuestas nunca mostraron una ventaja decisiva para ella.

## Resultados
| Candidato              | Partido                            | Votos     | Porcentaje |
| ---------------------- | ---------------------------------- | --------- | ---------- |
| Heinz Fischer          | Partido Socialdemócrata de Austria | 2,166,690 | 52.39      |
| Benita Ferrero-Waldner | Partido Popular de Austria         | 1,969,326 | 47.61      |
| Votos válidos          | Votos válidos                      | 4,136,016 | 100.00     |
| -> Votos nulos         | -> Votos nulos                     | 182,423   |            |
| -> Participación       | -> Participación                   | 4,318,439 | 71.60      |
| Registrados            | Registrados                        | 6,030,982 |            |